# 刀的哲学
《刀的哲学》（英語：Philosophy of a Knife）是一部2008年俄罗斯—美国恐怖電影，由安德烈·伊斯卡诺夫编剧、制作、拍摄、剪辑和导演，融合历史影像资料、访谈记录以及实验再现，讲述了日本陆军的731部队。
这部电影长达四个小时，分为两部分（第一部分和第二部分），主要语言为英语，主体部分为黑白影片，采访部分为彩色，并配有英文字幕。
这部电影发行前曾受俄国联邦安全局调查，导演被拘留5天。

## 发行
《刀的哲学》在2008年錫切斯電影節上映。TLA发行公司和发掘影业于2008年7月发布了未分级DVD版本。不久，该片在Netflix上发布，但随后便被无理由下线。

## 歌曲
电影歌曲包括马诺什和氰化物救星（Cyanide Savior）的《死于生前》（Dead Before Born）以及亚历山大·舍甫琴科的《原谅我》（Forgive Me）。

## 反响
全球赛璐珞大屠杀（The Worldwide Celluloid Massacre）将《刀的哲学》列为其所涵盖的第五部最令人不安的影片，并表示虽然它有趣而且激烈“让我想起了梅尔·吉布森的《耶穌受難記》，因为这部电影有一个很伟大且表现难度也很大的主题，但它大部分时间都只用来表现血腥。”
恐惧中心的斯科特·A·约翰逊给出了0分（满分5分），他总结道：“作为一名评论家，我总努力去发掘每一部电影积极的一面。恭喜《刀的哲学》，它成功地成为了我看过的最烂的一部电影。”

## 腳註
1. ↑  原文為“crappiest pile of masturbatory, art-house wannabe, pedantic and mean-spirited shit”